# Kanton Villers-Bocage (Calvados)
Der Kanton Villers-Bocage war von 1790 bis 2015 ein französischer Wahlkreis im Département Calvados und in der damaligen Region Basse-Normandie. Er umfasste 22 Gemeinden im Arrondissement Caen; sein Hauptort (frz.: chef-lieu) war Villers-Bocage. Die landesweiten Änderungen in der Zusammensetzung der Kantone brachten im März 2015 seine Auflösung. Vertreterin im Generalrat des Départements war zuletzt seit 2008 Marie-Odile Marie (MoDem).

## Gemeinden
| Gemeinde                | Einwohner Jahr | Fläche km² | Bevölkerungsdichte | Code INSEE | Postleitzahl |
| ----------------------- | -------------- | ---------- | ------------------ | ---------- | ------------ |
| Amayé-sur-Seulles       | 200 (2013)     | 5,62       | 36 Einw./km²       | 14007      | 14310        |
| Malherbe-sur-Ajon       | 494 (2013)     | 5,63       | 88 Einw./km²       | 14037      | 14260        |
| Bonnemaison             | 388 (2013)     | 8,4        | 46 Einw./km²       | 14084      | 14260        |
| Campandré-Valcongrain   | 108 (2013)     | 6,57       | 16 Einw./km²       | 14128      | 14260        |
| Courvaudon              | 211 (2013)     | 9,53       | 22 Einw./km²       | 14195      | 14260        |
| Épinay-sur-Odon         | 657 (2013)     | 11,58      | 57 Einw./km²       | 14241      | 14310        |
| Landes-sur-Ajon         | 406 (2013)     | 6          | 67 Einw./km²       | 14353      | 14310        |
| Le Locheur              | 267 (2013)     | 3,68       | 73 Einw./km²       | 14373      | 14210        |
| Longvillers             | 370 (2013)     | 6,65       | 56 Einw./km²       | 14379      | 14310        |
| Maisoncelles-Pelvey     | 263 (2013)     | 5,4        | 49 Einw./km²       | 14389      | 14310        |
| Maisoncelles-sur-Ajon   | 194 (2013)     | 4,24       | 46 Einw./km²       | 14390      | 14210        |
| Le Mesnil-au-Grain      | 66 (2013)      | 4,3        | 15 Einw./km²       | 14412      | 14260        |
| Missy                   | 517 (2013)     | 5,06       | 102 Einw./km²      | 14432      | 14210        |
| Monts-en-Bessin         | 419 (2013)     | 7,16       | 59 Einw./km²       | 14449      | 14310        |
| Noyers-Missy            | 1.644 (2013)   | 8,87       | 185 Einw./km²      | 14475      | 14210        |
| Parfouru-sur-Odon       | 194 (2013)     | 3,65       | 53 Einw./km²       | 14491      | 14310        |
| Saint-Agnan-le-Malherbe | 111 (2013)     | 6,14       | 18 Einw./km²       | 14553      | 14260        |
| Saint-Louet-sur-Seulles | 166 (2013)     | 4,33       | 38 Einw./km²       | 14607      | 14310        |
| Tournay-sur-Odon        | 367 (2013)     | 6,93       | 53 Einw./km²       | 14702      | 14310        |
| Tracy-Bocage            | 311 (2013)     | 5,24       | 59 Einw./km²       | 14708      | 14310        |
| Villers-Bocage          | 3.120 (2013)   | 5,76       | 542 Einw./km²      | 14752      | 14310        |
| Villy-Bocage            | 793 (2013)     | 11,39      | 70 Einw./km²       | 14760      | 14310        |

## Bevölkerungsentwicklung
| 1962  | 1968  | 1975  | 1982  | 1990  | 1999  | 2006   | 2011   |
| ----- | ----- | ----- | ----- | ----- | ----- | ------ | ------ |
| .6592 | .6598 | .6851 | .8013 | .8913 | .9266 | 10.531 | 10.613 |